# Herramienta de diagnóstico
Una herramienta de diagnóstico es un software que permite monitorear y en algunos casos controlar la funcionalidad del hardware, como: computadoras, servidores y periféricos, según el tipo y sus funciones. 
Estos dispositivos pueden ser, la memoria RAM, el procesador, los discos duros, ruteadores, tarjetas de red, entre muchos dispositivos más. 
El software permite monitorear temperatura, rendimiento, transferencia de datos, etc.
- Datos: Q5896386